# Molly Culver
Pour l’article homonyme, voir Culver.
Molly Culver née le 18 juillet 1967 à Santa Clara, Californie, est une actrice et un mannequin américaine.

## Biographie
Culver possède 1/4 de sang des tribus indiennes Chicachas et Choctaws de par ses ancêtres. Elle est surtout connue pour son rôle de Tasha Dexter dans la série télévisée V.I.P.. Elle est aussi commentatrice sur la chaîne de télévision américaine VH1. Culver a également été vue pour une publicité commerciale pour JPMorgan Chase & Co. pour vanter les mérites d'une carte de crédit.

## Filmographie

### Cinéma

#### Long métrage
- 2009 : Pas si simple : La petite amie d'Adam en rêve

### Télévision

#### Séries télévisées
- 1998 : Pacific Blue : Frances "Frankie" Deane (saison 3, épisode 20)
- 1998 - 2002 : V.I.P. : Tasha Dexter (88 épisodes)
- 2007 : Moonlight : La nettoyeuse (saison 1, épisodes 2 à 4)
- 2014-2015 : Esprits criminels : Agent spécial superviseur Tia Canning (saison 9, épisode 16 et saison 10, épisode 23)